# Inesa Rebar
Inesa Vasylivna Rebar –en ucraniano, Інеса Василівна Ребар– (4 de enero de 1978) es una deportista ucraniana que compitió en lucha libre. Ganó tres medallas en el Campeonato Europeo de Lucha entre los años 2000 y 2004.

## Palmarés internacional
| Campeonato Europeo | Campeonato Europeo    | Campeonato Europeo | Campeonato Europeo |
| Año                | Lugar                 | Medalla            | Categoría          |
| ------------------ | --------------------- | ------------------ | ------------------ |
| 2000               | Budapest (Hungría)    | Medalla de bronce  | 51 kg              |
| 2002               | Seinäjoki (Finlandia) | Medalla de bronce  | 51 kg              |
| 2004               | Haparanda (Suecia)    | Medalla de oro     | 51 kg              |